# 陳明文
陳 明文（ちん めいぶん、チェン ミンウェン、1955年〈民国44年〉5月13日 - ）は、中華民国（台湾）の政治家。元立法委員、元嘉義県長。現在は民主進歩党中央執行委員。党内では「蔡英文連線」に属する。元国民大会代表の陳明仁は兄、立法委員の陳冠廷は息子。

## 人物
嘉義県朴子市生まれ。
嘉義農業専科学校食品加工科（現在の国立嘉義大学）を卒業後の23歳の時に嘉義県議会議員となり、27歳で台湾の自治の歴史において最も若い県議長に任命された。台湾省議会議員として勤務した際に、東海大学哲学系を卒業した。
中国国民党所属の第4代立法委員、省議会国民党党団書記長、中国国民党中央委員を経て、2001年に民進党の候補として嘉義県長に就任し、2008年に退任した。退任時の支持率は60%以上と非常に高く、現在でも根強い人気を誇っている。その後は民主進歩党において重要な役割を担っており、5都議員（5都とは、高雄市・台南市・台中市・新北市・台北市を意味する）や都議員の候補者を推薦することとなった。2010年2月27日に行われる立法委員選挙で再選された以降は4回連続当選、民主進歩党の新星として絶大な支持を得ている。また、蘇貞昌と蔡英文など、台湾の政界の重鎮との交友関係が深い。
2016年5月に沖ノ鳥島近海で台湾漁船が日本の海上保安庁に拿捕され、日本側に担保金が支払われたときには、弱腰であるとして馬英九政権を批判している。一方で本件については「事態のエスカレートは避けなければならない」として、慎重な姿勢も見せている。
2019年、台湾高速鉄道の車内に現金300万台湾元（約1,000万円）入りのスーツケースを置き忘れた。現金の使途は息子の事業のためのものであったとしている。
2023年に翌年の第11回立法委員選挙への不出馬を表明し、息子の陳冠廷が代わりに出馬し当選した。なお、陳冠廷の妻は日本人である。

## 選挙記録
| 年度 | 選挙                  | 選挙区           | 所属政党   | 得票数  | 得票率 | 当選 | 注釈 |
| ---- | --------------------- | ---------------- | ---------- | ------- | ------ | ---- | ---- |
| 1977 | 第9回嘉義県議員選挙   |                  | 中国国民党 |         |        |      |      |
| 1981 | 第10回嘉義県議員選挙  |                  | 中国国民党 |         |        |      |      |
| 1985 | 第8回台湾省議員選挙   | 嘉義県選挙区     | 中国国民党 | 60,805  | 26.35% |      |      |
| 1989 | 第9回台湾省議員選挙   | 嘉義県選挙区     | 中国国民党 | 59,403  | 23.30% |      |      |
| 1994 | 第10回台湾省議員選挙  | 嘉義県選挙区     | 中国国民党 | 83,434  | 28.59% |      |      |
| 1998 | 第4回立法委員選挙     | 嘉義県選挙区     | 中国国民党 | 54,043  | 19.81% |      |      |
| 2001 | 第14回嘉義県長選挙    | 嘉義県           | 民主進歩党 | 124,757 | 47.22% |      |      |
| 2005 | 第15回嘉義県長選挙    | 嘉義県           | 民主進歩党 | 183,476 | 62.69% |      |      |
| 2010 | 第7回立法委員補欠選挙 | 嘉義県第二選挙区 | 民主進歩党 | 57,451  | 67.92% |      |      |
| 2012 | 第8回立法委員選挙     | 嘉義県第二選挙区 | 民主進歩党 | 86,828  | 55.20% |      |      |
| 2016 | 第9回立法委員選挙     | 嘉義県第二選挙区 | 民主進歩党 | 88,538  | 65.18% |      |      |
| 2020 | 第10回立法委員選挙    | 嘉義県第二選挙区 | 民主進歩党 | 72,141  | 46.14% |      |      |